# Tasa de Gamboa
La tasa de Gamboa (tassa di Gamboa) fu un'imposta monetaria applicata sui nativi americani del Regno del Cile dall'allora governatore reale Martín Ruiz de Gamboa, in sostituzione del lavoro forzato previsto dal sistema delle encomienda, come chiesto dal re di Spagna. Prese il posto della Tasa de Santillán nel tentativo di porre fine agli abusi del tributeo di lavoro forzato.

## Descrizione
Con la Tassa di Gamboa del 1580 fu abolito il tributo del lavoro forzato, anche se agli indiani dei repartimiento veniva chiesto di versare nove pesos l'anno alla diocesi di Santiago e sette alla diocesi di La Imperial. Fu istituita la carica di corregidor per sovrintendere al sistema esattoriale ed alla protezione degli indigeni. Questi funzionari erano pagati con una parte delle tasse riscosse, mentre il resto andava agli encomenderos.
Questi ufficiali pubblici dovevano difendere gli interessi dei nativi del rispettivo distretto, ed erano incaricati di controllarne il lavoro. I nativi che vendevano il proprio lavoro ricevevano un salario determinato dal justicia mayor. Il tributo veniva detratto da questo salario, e veniva depositato in un forziere con tre chiavi, la scatola della comunità, cui avevano accesso il corregidor, il sacerdote ed il cacique degli indiani.

## Storia
Il vescovo di Santiago, Diego de Medellín, si assicurava del fatto che gli encomendero che utilizzavano il lavoro degli indiani non ricevessero i sacramenti. Questo nuovo sistema non era però soddisfacente per nessuno, con i nativi che subivano più abusi dai corregidor che dagli encomenderos, e questi ultimi che avevano perso buona parte dei loro profitti. Dopo pochi anni che Gamboa era stato sostituito da Alonso de Sotomayor, la Tasa de Gamboa fu abolita; era il 1587. Sotomayor ritornò al vecchio sistema, quello simile alla Tasa de Santillán.